# Deslocamento aritmético

Desvio lógico à esquerda de algarismos binários.

Na programação de computadores, deslocamento aritmético é um operador de deslocamento que altera o numero binário, deslocando-o 'N' vezes, este podendo ser tanto feito para a esquerda como para a direita. Nestas condições, conclui-se que faz parte da lógica binária.